# Porfirio Rubirosa
Porfirio Rubirosa Ariza (San Francisco de Macorís, República Dominicana, 22 de enero de 1909-Bosque de Boulogne, París, Francia, 5 de julio de 1965) fue un diplomático, militar, piloto automovilístico y jugador de polo dominicano nacido en la región del Cibao. Fue uno de los adeptos al régimen dictatorial de Rafael Leónidas Trujillo y uno de los posibles autores de varios de los asesinatos por causas políticas dentro de la dictadura.
Rubirosa se hizo famoso como un playboy internacional, por su estilo de vida en la jet set, y sus legendarias proezas sexuales con las mujeres. Entre sus cónyuges se encontraban dos de las mujeres más ricas del mundo. Entre la jet set estadounidense y europea se le conocía como "Rubi".
Tras conseguir algunos cargos menores en la carrera burocrática dominicana, tales como subsecretario de Estado, de Relaciones Exteriores y diputado del Congreso Nacional, Rubirosa fue embajador de la República Dominicana en varios países.

## Primeros años
Porfirio Rubirosa Ariza nació en San Francisco de Macorís, República Dominicana el 22 de enero de 1909. Fue el tercer hijo y el más joven de una familia de clase media alta. Sus padres fueron Ana Ariza Almánzar y el general Pedro María Rubirosa Rossi, cuyo padre (Pedro Rovirosa Carbó) fue un inmigrante catalán nativo de Tordera.
Por línea materna, era nieto de Juan Esteban Arisa, quien ocupó la presidencia de la Junta Central Gubernativa en 1876, lo que vinculaba a la familia con una tradición de participación en la vida política nacional.
Su padre, quien también fue un mujeriego, llegó a ser general y líder de un grupo de hombres fuertemente armados en la región de Cibao que trabajaban para el gobierno. Don Pedro fue promovido a diplomático y, después de una temporada en St. Thomas, fue enviado como jefe de la embajada dominicana en París en 1915. Rubirosa creció en París, Francia, y es en las reuniones con jóvenes de la alta sociedad parisina donde Rubirosa pule su polifacética personalidad refinada y bohemia. Aprende el arte de la conquista femenina en fiestas, cuando junto a estos jóvenes competía por seducir jovencitas, y en Calais se hace un avezado jugador de polo. Entabla además una sólida amistad con el príncipe Ali Khan. 
No regresó a la República Dominicana hasta la edad de 17 años para estudiar Derecho, pero cambió de rumbo y se alistó en el ejército. Debido a la vejez y posterior muerte de su padre sus ingresos menguan, y para hacerse de algún dinero intenta hacer carrera en el boxeo, primero como luchador, luego como promotor, pero pronto la abandona.

## Diplomático durante el régimen de Trujillo
Rubirosa conoció a Rafael Leónidas Trujillo en un club campestre en 1931. Trujillo pidió verlo a la mañana siguiente y hacer de él un teniente de su Guardia Presidencial. En 1932 Rubirosa contrajo matrimonio con Flor de Oro, hija de Trujillo. La relación de amistad entre ellos duró hasta el final, y aunque con episodios de inconsistencias, nunca existió amenaza de peligro real para Rubirosa. Se convirtió en diplomático de la dictadura en 1936.
Durante su cargo, fue enviado por primera vez a la embajada dominicana en Berlín (durante los Juegos Olímpicos de 1936) y luego a París, donde pasó la mayor parte de su término; además sirvió en las embajadas en Vichy, Buenos Aires, Roma, La Habana (fue testigo de la revolución cubana), y Bruselas. Visitaba frecuentemente Nueva York, Washington, Florida y California. Definido a sí mismo como un trujillista, Rubirosa se movía libremente entre los ricos y famosos, haciendo las conexiones, y manteniendo el secreto. A veces, cuando sus escapadas adquirían demasiada notoriedad, Trujillo solía despedirlo, despojándolo de su puesto en París en 1953 o trasladándolo a otro lugar. Trujillo reconoció el significado de tener a un Rubirosa activo dentro de su régimen, comentando: «Él es bueno en su trabajo, porque le gusta a las mujeres, y es un mentiroso maravilloso».
Después del asesinato de Trujillo el 30 de mayo de 1961, Rubirosa apoyó a su hijo Ramfis como sucesor, y trató de persuadir a John F. Kennedy para que ayudara a su gobierno. Sin embargo, cuando Ramfis Trujillo y su familia huyeron de la República Dominicana, la carrera de Rubirosa llegó a su fin. El 2 de enero de 1962, el Consejo de Estado lo canceló como "Inspector de Embajadas". Después de perder su inmunidad diplomática, fue interrogado por el Fiscal del Distrito de Nueva York en relación con la desaparición de los opositores de Trujillo, Sergio Bencosme en 1935 y Jesús Galíndez en 1956, pero nunca fue acusado formalmente.

## Vida personal y excentricidades

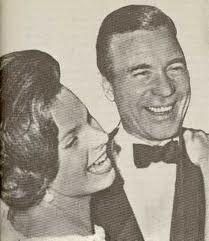
Rubirosa con su última esposa, Odile Rodin.

A pesar de no contar con un rostro muy agraciado, Rubirosa inició una vida legendaria de playboy gracias a su estilo caballeresco y su carisma. Rubirosa era poseedor de una particular forma de seducir a sus conquistas, cinismo muy propio, masculinidad y sex appeal únicos, gran persistencia para perseguir a sus mujeres, dotado con el don de la palabra y grata conversación. Su estilo de vida como playboy estuvo acompañado por las historias sobre sus proezas sexuales y el supuesto gran tamaño de su miembro viril que impresionaba a sus parejas. Dicho supuesto gran miembro masculino inspiró a los camareros parisinos de Maxim's para renombrar los molinillos de pimienta gigantescos como "Rubirosas". El nombre cuajó y aun se usa en todo el mundo.
Conquistó y desposó a varias mujeres, entre ellas algunas de la alta sociedad. Contrajo nupcias con la primogénita del dictador Trujillo, Flor de Oro (1932-1938), con Danielle Darrieux (1942-1947), con Doris Duke (1947-1951), con Barbara Hutton (1953-1954) y con Odile Rodin (1956-1965). Fue demandado en al menos dos de los divorcios, alegando las esposas adulterio en ambos casos. Fue vinculado sentimentalmente a Dolores del Río, Eartha Kitt, Marilyn Monroe, Ava Gardner, Rita Hayworth, Soraya Esfandiary, Peggy Hopkins Joyce, Joan Crawford, Veronica Lake, Kim Novak, Amália Rodrigues, Judy Garland y Zsa Zsa Gabor, siendo varias de ellas relaciones extramaritales. A pesar de haber tenido muchas relaciones amorosas y de haberse casado cinco veces, Rubirosa nunca tuvo hijos, ya que era estéril. Zsa Zsa Gabor fue sin duda el gran amor de su vida, a quien conoció en enero de 1953 en Nueva York y quien le acompañó durante muchos años.
De su matrimonio con Doris Duke, una heredera estadounidense, Rubirosa recibió numerosos regalos y beneficios; recibió una pensión alimenticia (25.000 dólares por año hasta su divorcio), una flota de pesca frente a África, varios coches deportivos, un bombardero B-25 (La Gansa) y una casa del siglo XVII en la Rue de Bellechasse, París. 
De Bárbara Hutton, otra destacada heredera estadounidense, recibió una plantación de café en la República Dominicana, otro bombardero B-25, caballos de polo y diversas joyas, pagándole ella una suma estimada en 2,500,000 de dólares como "compensación de divorcio".
Rubirosa se convirtió en un gran apasionado del polo y de las carreras de autos, ambos costosos deportes que practicaba a costa de sus esposas. Organizó y lideró su propio equipo de polo Cibao-La Pampa, que fue a menudo un exitoso contendiente para la Copa de Francia. Rubirosa jugó al polo hasta el final de su vida. En el mismo período, Rubirosa comenzó a adquirir coches rápidos y a forjar amistades con los conductores de coches de carreras. Fue propietario de una serie de Ferraris. Su primera carrera en las 24 Horas de Le Mans tuvo lugar en junio de 1950, junto a su socio Pierre Leygonie y su segunda carrera, esta vez con Innocente Baggio, fue cuatro años más tarde; en ambas carreras su coche no llegó a la meta. Rubirosa participó en una serie de carreras en Sebring, casi todas las cuales fueron privadas.
Rubirosa entró en una carrera de Fórmula 1 en 1955, el Gran Premio de Bordeaux, el 25 de abril. Planeaba conducir su propio Ferrari 500, idéntico al que llevó Alberto Ascari en los campeonatos mundiales de pilotos de 1952 y 1953. Sin embargo, habría enfermado antes de la carrera y no pudo participar.
Rubirosa, además de aventurero, fue políglota, buscador de tesoros en el mar Caribe y piloto calificado de bombardero B-25 Mitchell.

## Muerte
Rubirosa murió el 5 de julio de 1965 en el Bosque de Boulogne (París), al estrellarse su Ferrari 250 GT Berlinetta contra un castaño, después de una fiesta en el club nocturno Jimmy's de la capital francesa. La fiesta se había celebrado porque había ganado la copa de polo Coupe de France.